# Acalles camelus
Acalles camelus är en skalbaggsart som först beskrevs av Fabricius 1792.  Acalles camelus ingår i släktet Acalles, och familjen vivlar. Arten är reproducerande i Sverige.

## Bildgalleri

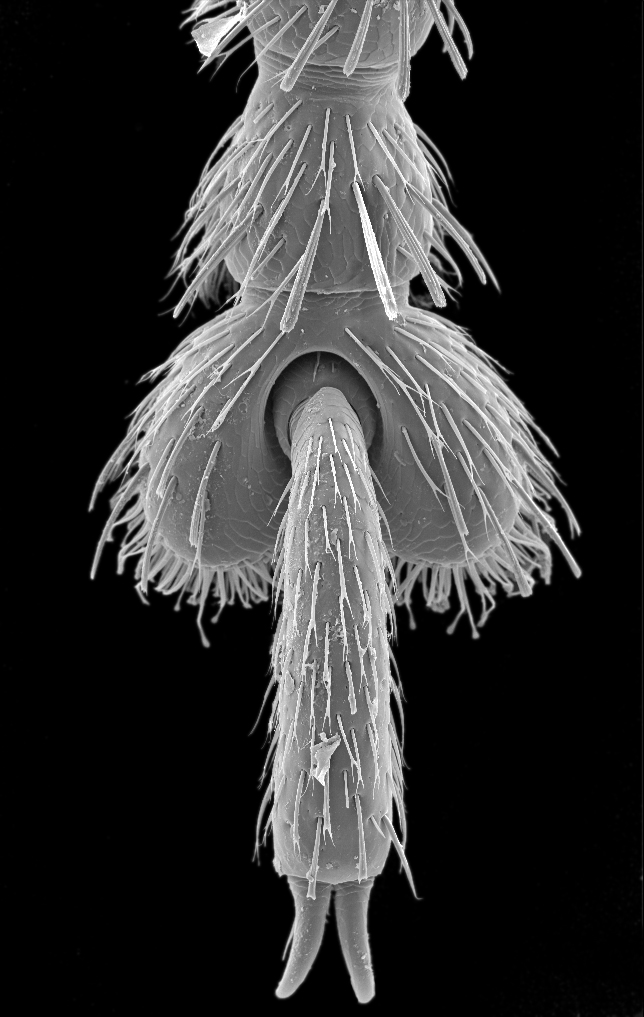
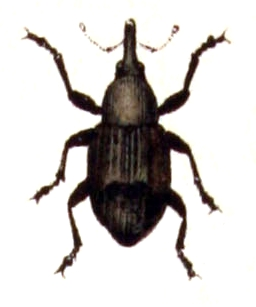
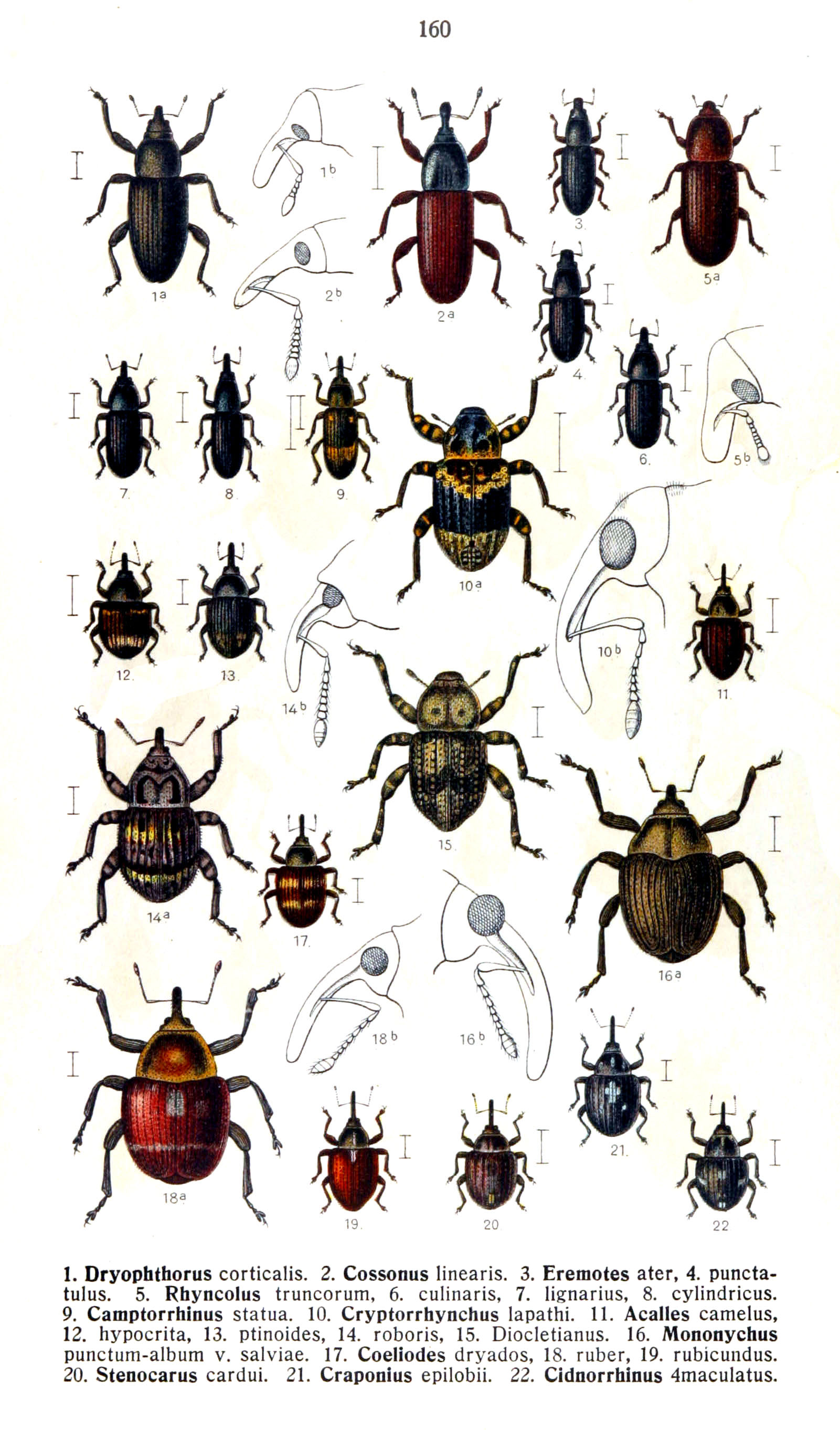